# Distorzija (album)
Distorzija je peti studijski album srpskog punk rock sastava Električni orgazam, koji je 1986. godine objavila diskografska kuća Jugoton.

## Popis pjesama

### A strana
| Br. | Skladba          | Trajanje |
| --- | ---------------- | -------- |
| 1.  | »Vudu bluz«      |          |
| 2.  | »Lui lui«        |          |
| 3.  | »Svaka nova noć« |          |
| 4.  | »Ša la la«       |          |
| 5.  | »Debela devojka« |          |

### B strana
| Br. | Skladba                 | Trajanje |
| --- | ----------------------- | -------- |
| 1.  | »Ja sam težak kao konj« |          |
| 2.  | »Vidim svoj lik«        |          |
| 3.  | »Ne postojim«           |          |
| 4.  | »Horor bugi«            |          |
| 5.  | »Hej ti«                |          |
| 6.  | »Kapetan Esid«          |          |

## Sudjelovali na albumu
- Srđan Gojković, Gile — gitara, vokali
- Zoran Radomirović, Švaba — bas-gitara, klavijature
- Goran Čavajda, Čavke — bubnjevi, klavijature, prateći vokali
- Branislav Petrović, Banana — gitara, harmonika, prateći vokali

## Vanjske poveznice
- Distorzija na Discogs